# Biograaf (filmtechniek)
De biograaf is een vroeg model beeldprojector, verwant aan de kinetoscoop. De biograaf werd uitgevonden door de Amerikaan Herman Casler in 1896.
De biograaf is een elektrisch aangedreven filmprojector die brede film zonder gaatjes gebruikt. Zowel de camera als de projector leverden in vergelijking met de concurrentie erg goede resultaten.
Herman Casler was samen met Elias Koopman, Harry Marvin en William Dickson oprichter van de KMCD group, later de American Mutoscope and Biograph Company genaamd. Casler ontwikkelde met hulp van Dickson eerst de mutoscoop in 1894, daarna de mutagraaf-camera in 1895 en uiteindelijk de biograaf in 1896.